# Eddie Cahill
Eddie P. Cahill, född 15 januari 1978, New York, är en amerikansk skådespelare.

## Familj och uppväxt
Cahills mamma är italienare och hans pappa är irländare. Han har en äldre och en yngre syster.
Cahill gick ut Byram Hills High School i Armonk, New York 1996.

## Skådespelarkarriär
Cahill spelar Don/Donald Flack i CSI: New York. Han har också varit med i två avsnitt av Lords of Dogtown. Spelade Jim Craig i ishockeyfilmen Miracle som är baserad på händelsen Miracle on Ice då USA besegrade Sovjet i OS i Lake Placid 1980. Han har också varit med i sju avsnitt i Vänner där han spelade "Rachel's"  (Jennifer Aniston) assistent och hemliga pojkvän "Tag Jones". Han spelar även rollen som Sam Verdreaux i serien Under the dome